# Кардін
Кардін (перс. قردين) — село в Ірані, у дегестані Нур-Алі-Бейк, у Центральному бахші, шагрестані Саве остану Марказі. За даними перепису 2006 року, його населення становило 1092 особи, що проживали у складі 294 сімей.

## Клімат
Середня річна температура становить 17,00 °C, середня максимальна – 34,98 °C, а середня мінімальна – -2,76 °C. Середня річна кількість опадів – 269 мм.
| Клімат поселення                              | Клімат поселення | Клімат поселення | Клімат поселення | Клімат поселення | Клімат поселення | Клімат поселення | Клімат поселення | Клімат поселення | Клімат поселення | Клімат поселення | Клімат поселення | Клімат поселення | Клімат поселення |
| Показник                                      | Січ.             | Лют.             | Бер.             | Квіт.            | Трав.            | Черв.            | Лип.             | Серп.            | Вер.             | Жовт.            | Лист.            | Груд.            |                  |
| Середній максимум, °C                         | 12,38            | 14,79            | 18,55            | 24,62            | 29,06            | 33,24            | 34,98            | 33,64            | 29,44            | 24,38            | 18,79            | 12,80            |                  |
| Середня температура, °C                       | 4,82             | 7,20             | 10,96            | 17,04            | 21,51            | 25,67            | 28,78            | 27,43            | 23,24            | 18,19            | 12,60            | 6,61             |                  |
| Середній мінімум, °C                          | −2,76            | −0,36            | 3,40             | 9,46             | 13,93            | 18,10            | 22,58            | 21,23            | 17,04            | 11,98            | 6,40             | 0,41             |                  |
| Норма опадів, мм                              | 41               | 38               | 44               | 30               | 21               | 4                | 1                | 1                | 2                | 17               | 28               | 42               |                  |
| Середньомісячна швидкість вітру, м/с          | 1.69             | 2.27             | 3.05             | 3.42             | 3.35             | 3.02             | 3.38             | 3.08             | 2.50             | 2.31             | 2.07             | 1.68             |                  |
| Середньомісячна сонячна радіація, кДж/м²·день | 9133             | 11859            | 14470            | 18036            | 21932            | 25957            | 25256            | 23265            | 20016            | 14786            | 10857            | 8731             |                  |
| --------------------------------------------- | ---------------- | ---------------- | ---------------- | ---------------- | ---------------- | ---------------- | ---------------- | ---------------- | ---------------- | ---------------- | ---------------- | ---------------- | ---------------- |
| Джерело:                                      |                  |                  |                  |                  |                  |                  |                  |                  |                  |                  |                  |                  |                  |